# Charles Kiefer
Charles Kiefer (Três de Maio, 5 de novembro de 1958) é um escritor brasileiro. Com mais de 30 livros publicados, recebeu por três vezes o Prêmio Jabuti de Literatura.

## Carreira
De origem alemã, em 1987 participou do International Writing Program, da Universidade de Iowa, nos Estados Unidos, programa destinado a qualificar escritores. Em 1994, graduou-se em Letras, depois tornando-se mestre (1996) e doutor (2006) em Teoria da Literatura.
Tem mais de trinta livros publicados e ganhou três vezes o Prêmio Jabuti de Literatura, com os livros O pêndulo do relógio (1985), Um outro olhar (1993) e Antologia pessoal (1996)), entre outros. Mesmo com títulos lançados por editoras regionais, alcançou, no total, mais de trezentos mil exemplares vendidos.
Sua obra tem sido adaptada para o cinema e para o teatro, como O chapéu (1996), Dedos de pianista (1997) e Valsa para Bruno Stein (2007), todos dirigidos por Paulo Nascimento; Escorpião da sexta-feira (2006), peça de teatro; e Quem faz gemer a terra (2002), peça de teatro já encenada mais de duzentas vezes, inclusive na França, na Suíça e na Polônia. Tem livros editados na França e em Portugal.
Seu extenso e reconhecido trabalho em romances, novelas, contos, ensaios literários e poesia levou a Editora Record a contratar a reedição de todos os seus livros em 2006.
Há mais de vinte anos dirige uma oficina literária, sendo formador de uma leva de autores do Rio Grande do Sul.

## Vida pessoal
Aos 46 anos, Kiefer esteve à beira da morte, na sequência de um problema pós-operatório, e teve uma EQM (experiência de quase-morte). Desde então passou por mudanças profundas na vida e tem-se dedicado ao estudo intenso da Kabbalah, tendo sido instruído por Michael Laitman.

## Obras
- O lírio do vale (1977)
- Caminhantes malditos (1978)
- Vozes negras (1978)
- Caminhando na chuva (1982)
- Aventura no rio escuro (1983)
- A dentadura postiça (1984)
- O pêndulo do relógio (1984)
- Valsa para Bruno Stein (1986)
- Você viu meu pai por aí? (1986)
- A face do abismo (1988)
- Dedos de pianista (1989)
- Quem faz gemer a terra (1991)
- Um outro olhar (1992)
- Museu de coisas insignificantes (1994)
- Mercúrio veste amarelo (1994)
- Borges que amava Estela & outros duplos (1995)
- Antologia pessoal (1996)
- Os ossos da noiva (1996)
- O elo perdido (1997)
- O guardião da floresta (1997)
- O poncho (1999)
- Contos escolares (1999)
- O perdedor (2000)
- Nós, os que inventamos a eternidade e outras histórias insólitas (2001)
- O escorpião da sexta-feira (2005)
- A última trincheira (2002)
- A poética do conto (2004)
- Logo tu repousarás também (2006)
- A revolta das coisas (2009)
- Para ser escritor (2010)
- A poética do conto: de Poe a Borges, um passeio pelo gênero (2011)[5]

### Participação em antologias
- Companheiros de duro ofício
- Geração 80
- Rodízio de contos
- Setescentos contos, setencantos
- O fino do conto
- 100 anos na frente
- Histórias de xadrez
- Amigos secretos
- Identidades
- Antologia crítica do conto gaúcho
- Para ler os gaúchos
- Etnias & carisma
- Pátria estranha
- Histórias dos tempos de escola